# 堂上照
堂上 照（どのうえ てらし、1951年6月9日 - ）は、石川県輪島市出身の元プロ野球選手（投手）。現役時代の愛称は「ジャンボ」。
兄弟でプロ野球選手である堂上剛裕、堂上直倫の実父。

## 経歴
金沢高では後にプロで対戦する1年後輩の笠間雄二とバッテリーを組み、クリーンアップも組んだ。卒業後は電電北陸を経て、1970年のドラフト6位で中日ドラゴンズに入団。オーソドックスなオーバースロー右腕で主に中継ぎ、時には先発として活躍。
1974年に一軍初登板を果たす。10月14日の後楽園球場でのダブルヘッダー第2試合で3番手で登板しこの試合が引退試合となった長嶋茂雄と対戦し内野フライに打ち取っている。
1976年に初勝利を挙げる。
1978年には自己最多の54試合に登板し、エース級の相次ぐ故障もあって途中からは先発ローテーションを死守したが、9勝を挙げるも18敗を喫している。同年にはオールスターにも出場し、同僚の木俣達彦と第3戦でもバッテリーを組んだ。
1982年には主に中継ぎで防御率1.25を記録し、8年ぶりのリーグ優勝に大きく貢献。同年の西武との日本シリーズでも中継ぎとして4試合に登板する。
1985年限りで現役を引退。球団職員となった。
2003年5月に球団の寮である「昇竜館」の館長であった村田広光の死去に伴い、後を引き継いで新館長に就任。中日スポーツでは週1回若手の活躍をレポートする「堂上照 昇竜館日記」を連載。
2007年からはスターキャット制作二軍戦中継の解説を不定期で担当していた。
2008年シーズン終了をもって豊田誠佑に寮長職を譲って退団。
現在は名古屋市港区の名港スポーツセンター内にある野球スクール「練成館」館長 。

## プレースタイル・人物
- 投手でありながら、打撃の能力も高く、投手として完投した上に4打数4安打といった活躍をした事もあり、何度か代打にも起用され結果も残したほか、プロ通算で4本塁打を記録している。
- 中日及び巨人に所属して2017年に現役を引退し、現在は中日の球団職員を務める剛裕は長男で、中日一筋で2023年に引退した直倫は次男である。なお、息子2人が兄弟で同じチームに所属することについては、入団当時の剛裕は内野手であったためにポジションで競合する可能性が高く、同時に試合に出場できる事が少なくなることなどから「親心としては本当は別々のチームでプレイして欲しかった」とも語っている。
- 自身の寮長時代には剛裕も直倫も入寮していた時期があり、親子3人が同一球団に所属するプロ野球選手であるうえに同じ寮で生活することになったが、堂上は「あの時は気を使ったねー。自分の子供を甘やかすわけにはいかないから、必然的にあの子らに厳しくなってねェ」と振り返っている[2]。
- 剛裕がドラフトで指名された時は嬉しかったが、直倫の時は高校生ドラフト1巡目ながら残念なような気持ちになった。堂上は子供の頃より阪神ファンであったため、後に「直倫には阪神に入ってほしかった」と語っている[2]。
- 現役時代のコーチ、監督である近藤貞雄によれば、チーム内の“怒られ役”でもあったということである。
- 中日が串間にキャンプインした時は呑みに行くのに宮崎市内の方が近いにもかかわらず「巨人の連中がモテモテの宮崎に行くもんか」という理由で、串間から日南線と日豊本線を乗り継いで都城、都城からタクシーに乗り換えるなど交通費2万円をかけて鹿児島の天文館通りへ向かっていた[3]。

## 詳細情報

### 年度別投手成績
| 年 度     | 球 団     | 登 板 | 先 発 | 完 投 | 完 封 | 無 四 球 | 勝 利 | 敗 戦 | セ 丨 ブ | ホ 丨 ル ド | 勝 率 | 打 者 | 投 球 回 | 被 安 打 | 被 本 塁 打 | 与 四 球 | 敬 遠 | 与 死 球 | 奪 三 振 | 暴 投 | ボ 丨 ク | 失 点 | 自 責 点 | 防 御 率 | W H I P |
| --------- | --------- | ----- | ----- | ----- | ----- | -------- | ----- | ----- | -------- | ----------- | ----- | ----- | -------- | -------- | ----------- | -------- | ----- | -------- | -------- | ----- | -------- | ----- | -------- | -------- | ------- |
| 1974      | 中日      | 2     | 0     | 0     | 0     | 0        | 0     | 0     | 0        | --          | ----  | 13    | 3.0      | 4        | 1           | 0        | 0     | 1        | 0        | 0     | 0        | 2     | 2        | 6.00     | 1.67    |
| 1975      | 中日      | 18    | 0     | 0     | 0     | 0        | 0     | 1     | 0        | --          | .000  | 101   | 23.2     | 23       | 2           | 7        | 0     | 1        | 14       | 2     | 1        | 13    | 10       | 3.75     | 1.27    |
| 1976      | 中日      | 27    | 12    | 1     | 0     | 0        | 4     | 4     | 1        | --          | .500  | 394   | 97.1     | 89       | 13          | 29       | 4     | 2        | 22       | 0     | 0        | 38    | 36       | 3.34     | 1.21    |
| 1977      | 中日      | 43    | 21    | 3     | 1     | 0        | 5     | 8     | 1        | --          | .385  | 639   | 148.2    | 150      | 20          | 50       | 1     | 7        | 51       | 0     | 0        | 85    | 71       | 4.29     | 1.35    |
| 1978      | 中日      | 54    | 25    | 4     | 3     | 1        | 9     | 18    | 4        | --          | .333  | 873   | 197.0    | 227      | 32          | 63       | 3     | 6        | 81       | 1     | 1        | 112   | 98       | 4.48     | 1.47    |
| 1979      | 中日      | 14    | 4     | 0     | 0     | 0        | 0     | 4     | 0        | --          | .000  | 100   | 21.0     | 32       | 5           | 8        | 0     | 0        | 8        | 0     | 0        | 19    | 19       | 8.14     | 1.90    |
| 1980      | 中日      | 33    | 19    | 1     | 1     | 0        | 7     | 7     | 0        | --          | .500  | 604   | 134.1    | 145      | 18          | 53       | 9     | 7        | 48       | 1     | 1        | 82    | 74       | 4.97     | 1.47    |
| 1981      | 中日      | 36    | 2     | 0     | 0     | 0        | 1     | 3     | 1        | --          | .250  | 274   | 63.1     | 71       | 4           | 18       | 6     | 1        | 28       | 0     | 0        | 30    | 29       | 4.14     | 1.41    |
| 1982      | 中日      | 28    | 4     | 0     | 0     | 0        | 1     | 0     | 0        | --          | 1.000 | 257   | 65.1     | 51       | 3           | 14       | 3     | 1        | 42       | 0     | 0        | 12    | 9        | 1.25     | 0.99    |
| 1983      | 中日      | 16    | 0     | 0     | 0     | 0        | 0     | 1     | 0        | --          | .000  | 114   | 22.0     | 41       | 5           | 9        | 3     | 0        | 9        | 1     | 0        | 23    | 20       | 8.18     | 2.27    |
| 1984      | 中日      | 40    | 9     | 0     | 0     | 0        | 8     | 1     | 0        | --          | .889  | 375   | 85.0     | 90       | 14          | 37       | 4     | 5        | 34       | 0     | 0        | 39    | 37       | 3.92     | 1.49    |
| 1985      | 中日      | 9     | 1     | 0     | 0     | 0        | 0     | 2     | 0        | --          | .000  | 81    | 13.2     | 25       | 2           | 14       | 0     | 1        | 8        | 0     | 0        | 22    | 19       | 12.51    | 2.85    |
| 通算:12年 | 通算:12年 | 320   | 97    | 9     | 5     | 1        | 35    | 49    | 7        | --          | .417  | 3825  | 874.1    | 948      | 119         | 302      | 33    | 32       | 345      | 5     | 3        | 477   | 424      | 4.36     | 1.43    |

- 各年度の太字はリーグ最高

### 記録
投手記録
- 初登板：1974年10月14日、対読売ジャイアンツ26回戦（後楽園球場）、5回裏に3番手で救援登板、3回2失点
- 初奪三振：1975年6月29日、対広島東洋カープ13回戦（中日スタヂアム）、8回表に池谷公二郎から
- 初勝利：1976年8月5日、対大洋ホエールズ18回戦（川崎球場）、7回裏に4番手で救援登板、2回無失点
- 初セーブ：1976年8月6日、対阪神タイガース18回戦（岡山県野球場）、8回裏1死に3番手で救援登板・完了、1回2/3を無失点
- 初先発：1976年8月11日、対ヤクルトスワローズ17回戦（ナゴヤ球場）、5回2/3を3失点
- 初先発勝利・初完投勝利：1976年8月17日、対大洋ホエールズ19回戦（ナゴヤ球場）、9回2失点
- 初完封勝利：1977年10月1日、対読売ジャイアンツ25回戦（後楽園球場）

打撃記録
- 初安打・初打点：1976年8月11日、対ヤクルトスワローズ17回戦（ナゴヤ球場）、4回裏に渡辺孝博から2点適時打
- 初本塁打：1977年5月22日、対大洋ホエールズ7回戦（ナゴヤ球場）、3回裏に奥江英幸からソロ

その他の記録
- オールスターゲーム出場：1回 （1978年）

### 背番号
- 38 （1971年)
- 13 （1972年 - 1985年）
- 94 （1996年 - 1998年）※チームスタッフ時代。正式なコーチ登録ではないが、ユニフォームと背番号が与えられていた